# بزرگ‌ترین دانشگاه‌های آمریکا بر پایه نام‌نویسی

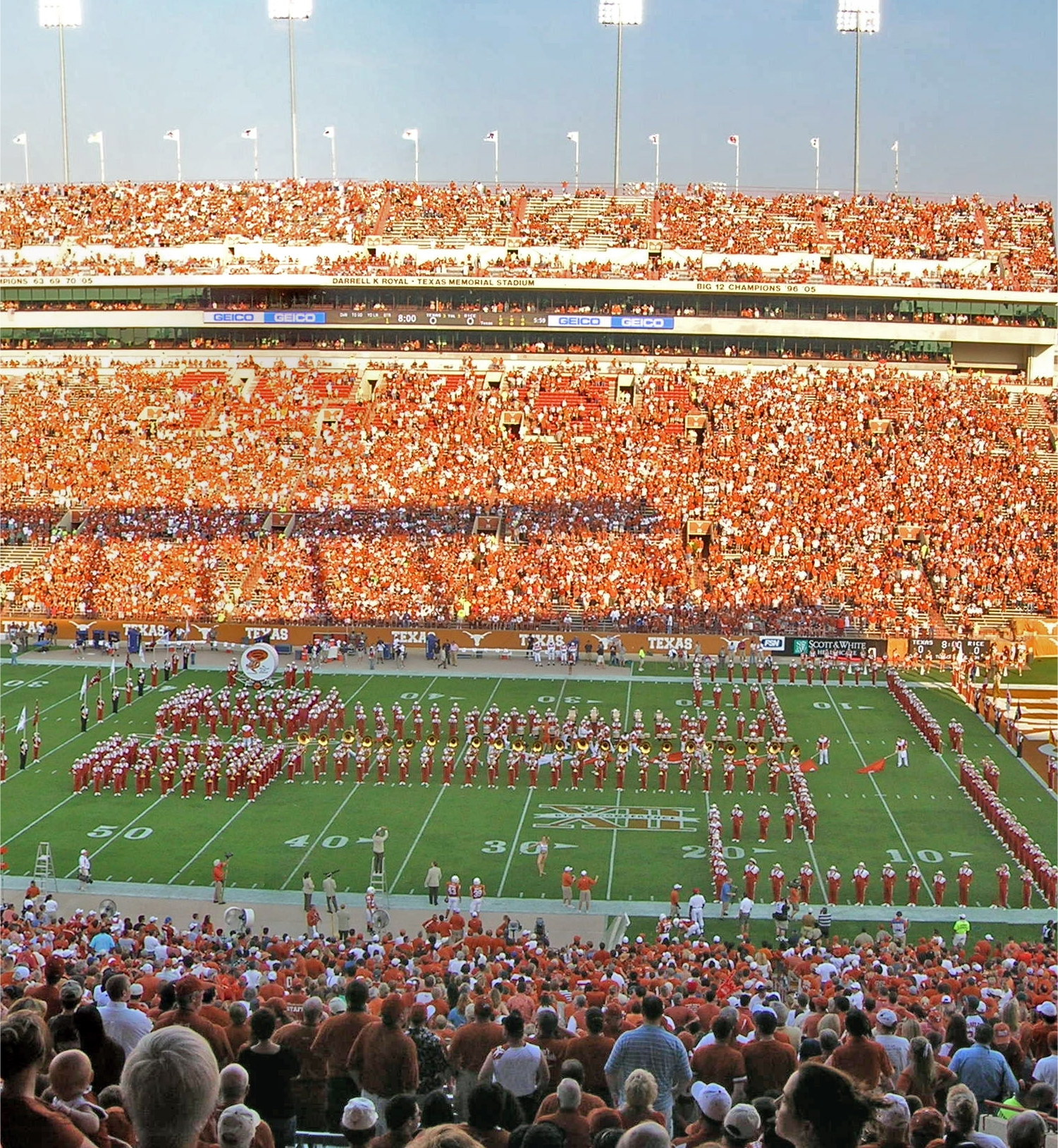
بازی فوتبال میان دانشگاه تگزاس در آستین و دانشگاه رایس

این فهرست شامل دانشکده‌هایی است که چهارساله مدرک تحصیلی می‌دهند و نه دانشگاه‌های چهارساله، دانشگاه‌های می‌توانند خود شامل تعدادی دانشکده باشند.
بعبارت دیگر فهرست شامل: 
- دانشکده‌هایی که در فقط در یک محل مشخص قرار دارند و مدرک چهارساله به بالا می‌دهند.
- ثبت نام شامل مجموع کسانیکه در دوره لیسانس یا فوق لیسانس ثبت نام می‌کنند.
- شمارش آمار ثبت نام بر اساس ضوابط آموزش عالی آمریکا تا روز بیست و یکم ثبت نام به حساب می‌آید.
- دانشکده‌هایی که دارای محل‌های کوچکتر دیگری نیز می‌باشند و به‌طور مجزا گزارش‌ها ثبت نام خود را اعلام نکرده‌اند در پانوشت مشخص شده‌اند.

این فهرست شامل چه چیزهایی نیست:
- سیستم‌های دانشگاهی یا دانشگاه‌هایی که چندین محل می‌باشند.

## فهرست ۲۰۰۹-۲۰۱۰

### عمومی
| ۱۰ تا بزرگترین دانشگاه عمومی آمریکا در سال ۲۰۰۹ بر پایه نام‌نویسی |                           |                             |        |
| رتبه                                                             | دانشگاه                   | مکان                        | تعداد  |
| ۱                                                                | دانشگاه ایالتی آریزونا    | تمپی، آریزونا               | ۵۵٬۵۵۲ |
| ۲                                                                | دانشگاه ایالتی اوهایو     | کلمبوس، اوهایو              | ۵۵٬۰۱۴ |
| ۳                                                                | دانشگاه فلوریدای مرکزی    | اورلندو، فلوریدا            | ۵۳٬۵۳۷ |
| ۴                                                                | دانشگاه مینه‌سوتا          | مینیاپولیس، مینه‌سوتا        | ۵۱٬۶۵۹ |
| ۵                                                                | دانشگاه تگزاس در آستین    | آستین (تگزاس)               | ۵۱٬۰۳۲ |
| ۶                                                                | دانشگاه فلوریدا           | گینسویل، فلوریدا            | ۵۰٬۶۹۱ |
| ۷                                                                | دانشگاه تگزاس A&M         | کالج استیشن، تگزاس          | ۴۸٬۸۸۵ |
| ۸                                                                | دانشگاه ایالتی میشیگان    | ایست لنسینگ، میشیگان        | ۴۷٬۱۰۰ |
| ۹                                                                | دانشگاه فلوریدای جنوبی    | تمپا، فلوریدا               | ۴۶٬۶۱۲ |
| ۱۰                                                               | دانشگاه ایالتی پنسیلوانیا | یونیورسیتی پارک، پنسیلوانیا | ۴۳٬۹۹۸ |

### خصوصی
| ۱۰تا بزرگترین دانشگاه خصوصی آمریکا بر پایه نام‌نویسی در سال ۲۰۰۹ |                          |                       |        |
| رتبه                                                            | دانشگاه                  | مکان                  | تعداد  |
| ۱                                                               | دانشگاه نیویورک          | نیویورک               | ۴۴٬۴۰۴ |
| ۲                                                               | دانشگاه کالیفرنیای جنوبی | لس آنجلس              | ۳۳٬۷۴۷ |
| ۳                                                               | دانشگاه بریگهم یانگ      | پرووو در یوتا         | ۳۲٬۹۵۵ |
| ۴                                                               | دانشگاه بوستون           | بوستون                | ۳۱٬۷۶۶ |
| ۵                                                               | دانشگاه نوا ساوت‌ایسترن   | فورت لادردیل، فلوریدا | ۲۸٬۳۷۸ |
| ۶                                                               | دانشگاه کلمبیا           | منهتن، نیویورک        | ۲۵٬۴۵۹ |
| ۷                                                               | دانشگاه دوپال            | شیکاگو                | ۲۵٬۰۷۲ |
| ۸                                                               | دانشگاه نورث‌ایسترن       | بوستون                | ۲۵٬۰۰۴ |
| ۹                                                               | دانشگاه جرج واشینگتن     | واشنگتن دی سی         | ۲۴٬۵۳۱ |
| ۱۰                                                              | دانشگاه لانگ آیلند       | بروکلین، نیویورک      | ۲۴٬۴۴۹ |